# Nueva Poblacion y Fuerte de Floridablanca
Floridablanca, noto anche col nome completo di Nueva Poblacion y Fuerte de Floridablanca, fu un insediamento spagnolo stabilito nei pressi della baia di San Julián nel 1780, ed abbandonato quattro anni dopo. Attualmente questo villaggio è un sito archeologico situato nella provincia argentina di Santa Cruz.

## Storia
Un piccolo villaggio chiamato Nueva Colonia y Fuerte de Floridablanca fu fondato nel corso della colonizzazione della costa atlantica della Patagonia. Questa esplorazione era stata ordinata da Carlo III, re di Spagna nel XVIII secolo.
A Floridablanca furono sperimentate le nuove idee illuministiche spagnole. I concetti di agricoltura e famiglia furono le basi della colonia. L'agricoltura era la principale fonte di sostentamento. Le famiglie erano l'unità fondamentale della società agricola, e gli elementi necessari al loro mantenimento erano stabiliti dalla corona (alloggi, cibo, sanità, terra, sementi e mezzi agricoli).

## Storia archeologica
Floridablanca è stata l'oggetto del progetto di ricerca noto come "Archaeology and History at the Spanish colony of Floridablanca (Patagonia, 18th century)", guidato da M.X. Senatore dell'Instituto Multidisciplinario de Historia y Ciencias Humanas, CONICET ed Universidad de Buenos Aires, Argentina.